# Vidoši
Vidoši är en ort i Bosnien och Hercegovina.   Den ligger i entiteten Federationen Bosnien och Hercegovina, i den sydvästra delen av landet, 110 km väster om huvudstaden Sarajevo. Vidoši ligger 836 meter över havet och antalet invånare är 3 905.
Terrängen runt Vidoši är varierad, och sluttar västerut. Närmaste större samhälle är Livno, 6,4 km norr om Vidoši. 
Trakten runt Vidoši består till största delen av jordbruksmark. Runt Vidoši är det ganska tätbefolkat, med 93 invånare per kvadratkilometer.